# Arroyo del Ojanco
Arroyo del Ojanco és un municipi de la província de Jaén (Espanya), pertanyent a la comarca de Sierra de Segura. Segons fonts de l'INE, el 2021 tenia 2.243 habitants.
Limita amb els termes de Segura de la Sierra, Puente de Génave, Beas de Segura i Chiclana de Segura. Està situat a l'entrada del Parc Natural de la Serra de Cazorla, i el seu terme municipal és solcat pel riu Guadalimar.

## Història
Va aconseguir la segregació de Beas de Segura i la seva constitució com a municipi independent el 24 de gener de 2001, després d'un llarg procés judicial. Aquest procés es va iniciar amb un expedient tramitat pel consell de Ministres el 4 de juny de 1953, que va denegar la segregació per decret. El 3 de novembre de 1958 es va realitzar altra petició al Ministre de la Governació, que també va ser denegada per decret el 10 de setembre de 1959, amb un posterior recurs davant el Tribunal Suprem resolt el 25 de novembre de 1961.
Al setembre de 1983 es forma la Comissió Pro-Segregació, que presenta al juny de 1984 un expedient a l'Ajuntament de Beas de Segura, que es remet a la Junta d'Andalusia. La Junta d'Andalusia guarda silenci administratiu fins que el 1991 es presenta un contenciós davant el Tribunal Superior de Justícia d'Andalusia, que el 5 d'abril de 1993 dictà sentència a favor de la segregació. No obstant això, queda en suspens en ser recorreguda fins a la sentència del Tribunal Suprem del 18 de gener de 2001, coneguda sis dies després.
Posseeix en el seu terme municipal l'Olivera de Fuentebuena, arbre declarat Monument Natural per la Junta d'Andalusia i que està inscrit en el Llibre Guinness dels rècords.